# Operation Salomon
Operation Salomon (hebraisk: מִבְצָע שלמה, Mivtza Shlomo) var en hemmelig israelsk millitæroperation i 1991 for at fragte etiopiske jøder til Israel.
Pga. den politiske ustabilitet i Etiopien var adskillige jødiske organisationer, inkl. staten Israel, bekymrede for Etiopiens jødiske mindretals, kendt som Beta Israel, sikkerhed. Året forinden var det i al hemmelige blevet besluttet at hente så mange jøder som muligt fra Etiopien til Israel i en millitæroperation. Dette ville blive den største udvandring af etiopiske jøder til Israel til dags dato. På 36 timer fløj 34 israelske fly, deriblandt kampfly, uafbrudt frem og tilbage mellem Israel og Etiopien. Det lykkedes at transportere 14,325 etiopiske jøder til Israel.
Operation Salomon fløj næsten dobbelt så mange etiopiske jøder til Israel som i Operation Moses (en). Millitæroperationen satte en verdensrekord for antallet af mennesker i et fly d. 24. maj 1991, da en El Al 747 tog 1,122 passagerer til Israel. "Egentlig var det kun planlagt, at der skulle være 760 passagerer. Fordi passagererne var så lette, blev der klemt mange flere ind [i flyet]." 5 babyer blev født ombord på flyene.

## Yderligere om emnet
- Naomi Samuel (1999). The Moon is Bread. Gefen Publishing House. ISBN 965-229-212-5
- Shmuel Yilma (1996). From Falasha to Freedom: An Ethiopian Jew's Journey to Jerusalem. Gefen Publishing House. ISBN 965-229-169-2
- Alisa Poskanzer (2000). Ethiopian Exodus. Gefen Publishing House. ISBN 965-229-217-6
- Baruch Meiri (2001). The Dream Behind Bars: The Story of the Prisoners of Zion from Ethiopia. Gefen Publishing House. ISBN 965-229-221-4
- Stephen Spector (2005). Operation Solomon: The Daring Rescue of the Ethiopian Jews. Oxford University Press. ISBN 978-0-19-517782-4
- Ricki Rosen (2006). Transformations: From Ethiopia to Israel. ISBN 965-229-377-6
- Gad Shimron (2007). Mossad Exodus: The Daring Undercover Rescue of the Lost Jewish Tribe . Gefen Publishing House. ISBN 978-965-229-403-6